# 希利丝·琼斯
希利丝·琼斯（英語：Shilese Jones，2002年7月26日—），美国女子竞技体操运动员，2022年世界竞技体操锦标赛女子团体全能金牌得主、女子个人全能和女子高低杠银牌得主、2023年世界竞技体操锦标赛女子团体全能金牌得主、女子个人全能和女子高低杠铜牌得主。